# Богораз Йосип Аронович
Йо́сип Аро́нович Богора́з (1896, Овруч Волинської губернії, нині Житомирської області — 1985) — український економіст, педагог, письменник єврейського походження. Батько правозахисниці Лариси Богораз.

## Біографічні дані
Від 1919 року член більшовицької партії. До 1936 року викладав економіку в Харківському університеті та Київському університеті.
1936 року звинувачено в троцкізмі, заарештовано та засуджено до п'яти років концтаборів (1936—1941). У 1941—1957 роках перебував у засланні за Полярним колом.
1957 року регабілітовано, поновлено в партії. 1974 року Богораз вийшов з партії, мотивуючи це в заяві так: «У зв'язку з переконаннями, що не сумісні з перебуванням у партії».

## Творча діяльність
Наприкінці 1950-х став писати художні твори. Автор повісті «Квочка», надрукованої 1977 року в журналі «Континент», роману «Відщепенець».

## Електронні джерела
- Антологія самвидаву. Довідки про авторів
- Владислав Проненко. «Рідна домівка табірної мадонни» [Архівовано 27 вересня 2007 у Wayback Machine.]